# Анджело Даміано
Анджело Даміано (італ. Angelo Damiano, 30 вересня 1938) — італійський велогонщик.
Олімпійський чемпіон 1964 року на тандемах.
Бронзовий призер Чемпіонату світу з трекових велоперегонів 1967 року в спринті.